# Babine (anatomie)
Pour les articles homonymes, voir Babine.
Cet article court présente un sujet plus développé dans : Lèvre.
La babine, ou babouine, est le nom donné à la lèvre de certains animaux. Il s'utilise quand cette dernière est saillante et pendante, ce qui est le cas chez divers mammifères comme les canidés (particulièrement le Chien (Canis lupus familiaris)), les singes, les chameaux, la vache, le Cheval (Equus caballus) ou encore les lamantins,. Chez l'Ours lippu (Melursus ursinus), les babines sont très développées et elles sont spécifiquement adaptées pour happer des insectes comme les termites et les fourmis. L'étymologie de « babine » est souvent rapprochée avec celle de « babouin », qui aurait une origine commune. Elle proviendrait de la racine onomatopéique « bab- », qui exprime probablement le mouvement des lèvres. Les babines désignent par extension les lèvres humaines et l'expression dérivée « se lécher les babines » s'utilise avant de savourer un repas.

Exemples d'espèces ayant des babines :
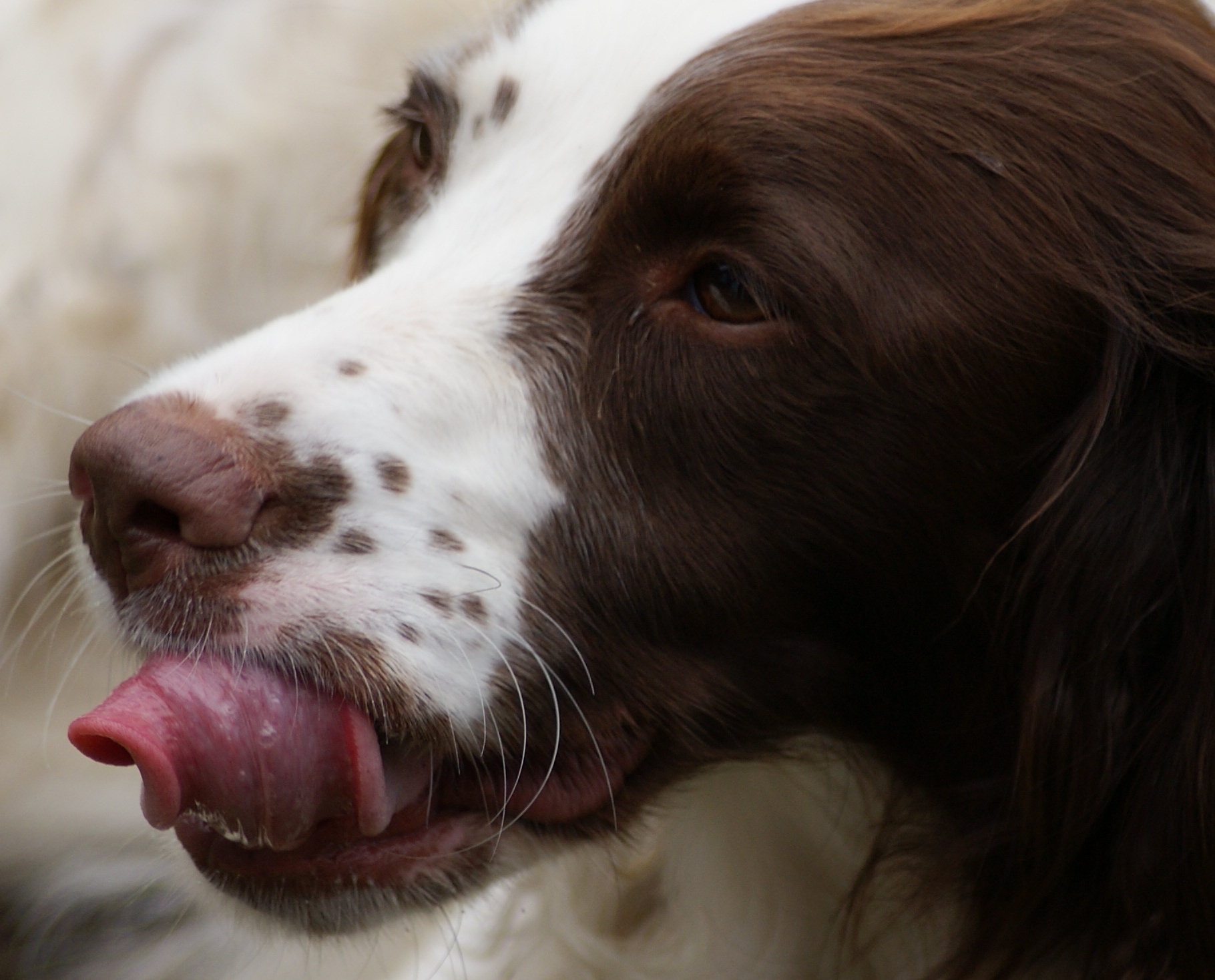
Le Chien (Canis lupus familiaris), plus précisément ici un Springer anglais.
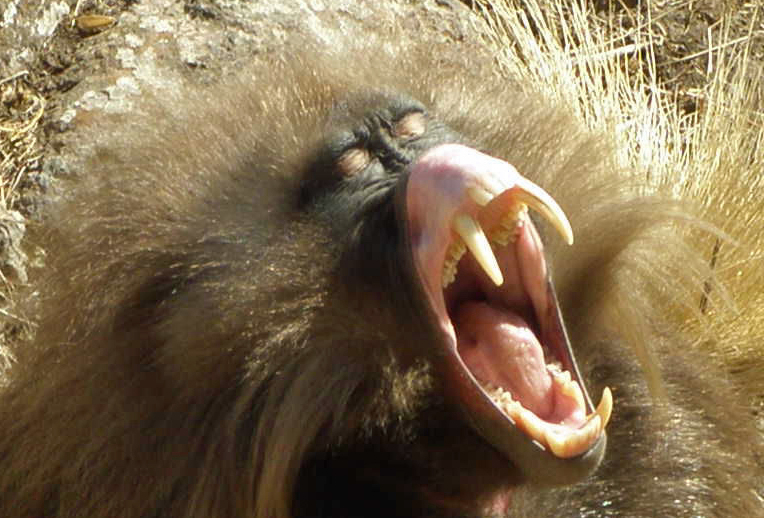
Le Gélada (Theropithecus gelada).
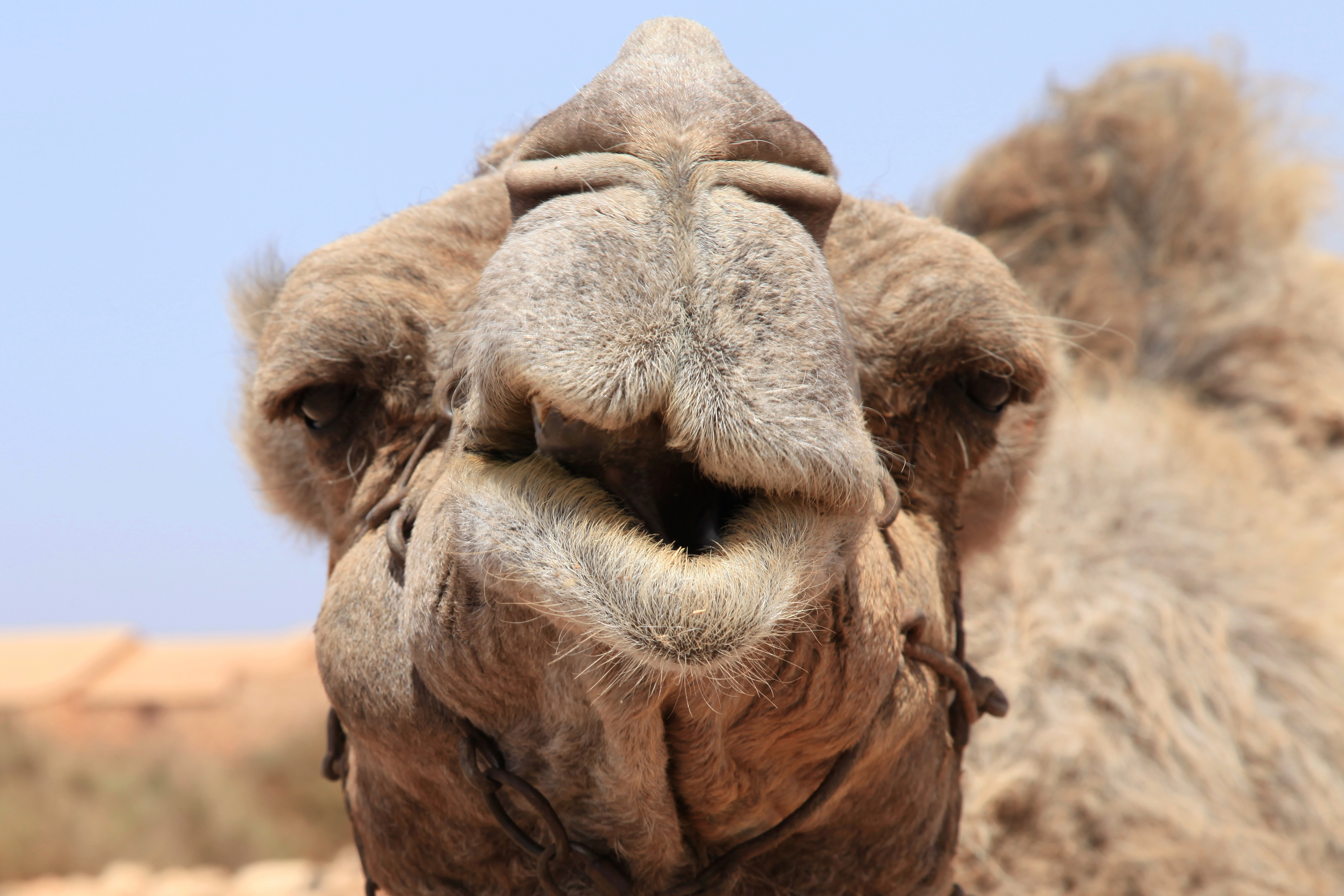
Le Dromadaire (Camelus dromedarius).
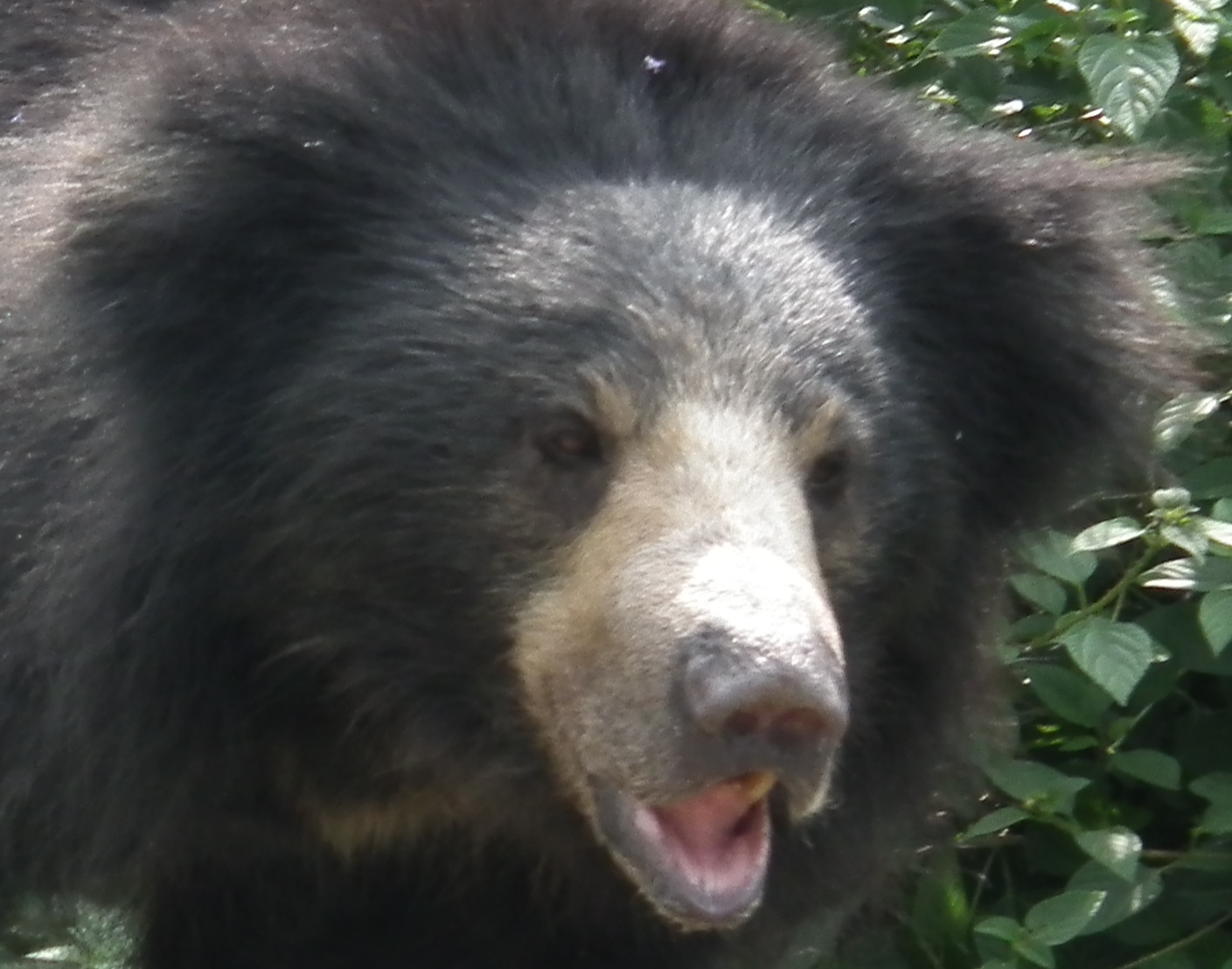
L'Ours lippu (Melursus ursinus).

### Note
1. ↑  Terme désignant aussi la femelle du babouin.